# Genend
Genend bzw. amtlich Rheinkamp-Genend ist ein Ortsteil (offiziell Wohnplatz) des statistischem Stadtteils Rheinkamp im Nordwesten von Moers im Kreis Wesel in Nordrhein-Westfalen.

## Lage

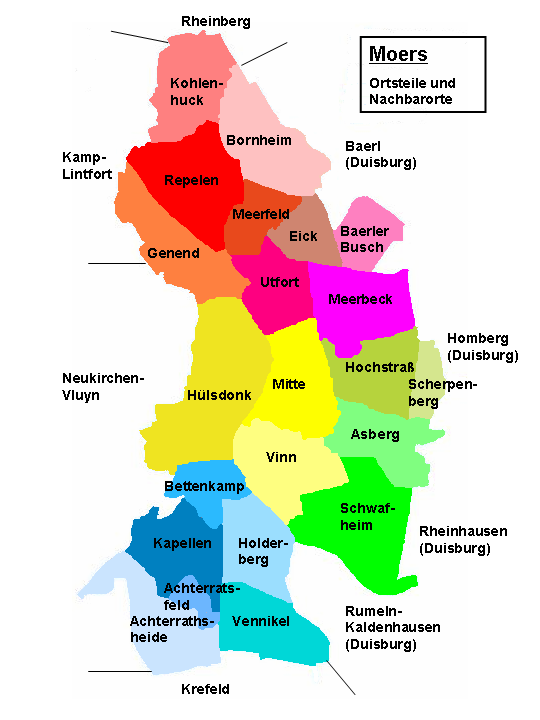
Wohnplätze von Moers; Genend liegt im nordwestlichen Bereich von Moers

Der Ortsteil grenzt im Norden und Nordosten an Repelen, im Osten an Meerfeld sowie an Utfort, im Süden an Hülsdonk und im Westen an Lintfort und dem Neukirchen-Vluyner Ortsteil Dong. Das Autobahnkreuz Kamp-Lintfort der Autobahnen 42 und 57 liegt im Norden von Genend. Der Grafschafter Gewerbepark Genend liegt zentral im wenig besiedelten und ansonsten landwirtschaftlich geprägten Ortsteil.

## Geschichte
Der Ortsname bedeutet „gegen das Ende hin“; gemeint ist das Ende des Repelener Dorf- oder Pfarrbereiches. Urkundlich erwähnt wird der Ortsname erstmals 1326 im Zusammenhang mit dem Namen des Gutes „Op gen Endt bei der Dongen“.
Zu einer Besiedlung und Geschichte des Gebietes von Genend vor dem Mittelalter sind bisher fast keine Belege vorhanden. Im Gegensatz zum südlich angrenzenden Gebiet von Sandfort, in dem viele Einzelfunde aus der Eisenzeit ermittelt wurden, ist in Genend in der Gemarkung Rheim bisher nur an einer Stelle ein Gräberfeld aus der frühen Eisenzeit nachweisbar. Dieser Fund umfasste Reste von Urnen, Knochenbrand, Töpfe und Schalen sowie Bruchstücke aus Keramik.
Das noch heute dünn besiedelte Gebiet des Wohnplatzes ist trotz Anlegung eines Gewerbeparks noch überwiegend bäuerlich strukturiert. Da weder ein Rittersitz noch ein eigenes Kirchspiel im Mittelalter vorhanden war, liegen nur wenige schriftliche Nachrichten aus dieser Zeit vor. Allerdings ist eine Hofstelle schon nach 1125 als abgabepflichtige Hufe des Klosters Kamp urkundlich nachweisbar, die in der Gemarkung Rheim lag.
Das Ortsgebiet mit einigen Bauernhöfen gehörte seit dem Mittelalter zum Kirchspiel Repelen. In einer Zusammenstellung von 1836 unterstanden die Weiler Genend mit 33 Wohnhäusern und 208 Bewohnern und Rheim mit 29 Wohnhäusern und 186 Bewohnern im Jahr 1834 weiterhin der Bürgermeisterei Repelen. Auch 1901 wurden sowohl Genend wie auch Rheim als zur Bürgermeisterei Repelen gehörende Bauerschaften in einem Adressverzeichnis angeführt. An dieser Zugehörigkeit der beiden Weiler Genend und Rheim zur Gemeinde Repelen änderte sich auch nichts nach der Bildung der Gesamtgemeinde Repelen-Baerl 1910, deren Name 1950 in Rheinkamp geändert wurde. Bei der kommunalen Gemeindereform in NRW 1975 wurde der Ortsbereich Rheim mit Genend zum gemeinsamen Wohnplatz „Genend“ zusammengefasst und gehört nun zum Stadtteil Rheinkamp von der Stadt Moers. Der bis zur Reform bestehende Repeler Ortsteil Niephauserfeld, der westlich an Genend anschloss, dagegen wurde abgetrennt und nach Kamp-Lintfort eingemeindet.